# Сатпаєвський рудник
Сатпаєвський рудник — підприємство гірничорудної промисловості в Абайській області на сході Казахстану.
Розробкою Сатпаєвського родовища зайнявся Усть-Каменогорський титано-магнієвий комбінат, який бажав хоча б частково забезпечити себе сировиною для виробництва титанового шлаку. В 2001—2005 роках на родовищі провели етап дорозвідки та дослідно-промислової розробки, під час якого використовували тимчасову збагачувальну фабрику.
З 2006-го почала роботу перша черга постійної збагачувальної фабрики, здатна продукувати 15 тисяч тонн ільменітового концентрату на рік. Розробка пісків, які залягають біля поверхні, ведеться відкритим способом.
У 2022-му стала до ладу друга черга збагачувальної фабрики потужністю 25 тисяч тонн концентрату. Це дозволяє майже повністю забезпечувати потреби Усть-Каменогорського майданчика в ільменітовій сировині.